# West River of Pictou
West River of Pictou (do 26 marca 1976 West River) – rzeka (river) w kanadyjskiej prowincji Nowa Szkocja, w hrabstwie Pictou, płynąca w kierunku północno-wschodnim i uchodząca do zatoki Pictou Harbour; nazwa West River urzędowo zatwierdzona w 1924. Na rzece znajduje się wyspa Gavin Islet, wydzielana na jej wodach jest także zatoka Town Gut. W rzekę wcinają się przylądki: Lank Point i Patterson Point. Nad rzeką położone są m.in.: Durham (pierwotnie noszące miano West River), Salt Springs. Dopływami West River of Pictou są: Watervale Brook, Quaker Brook, Benbie Brook, Manse Brook, Six Mile Brook, Graham Brook, Miller Brook, Sweet Brook, Four Mile Brook, Quarry Brook, Sawmill Brook, Lyons Brook